# Гордина Віталій Миколайович
Віталій Миколайович Гордина (9 травня 1971, Київ) — український дипломат. Постійний повноважний представник України при координаційних інститутах Співдружності Незалежних Держав (2003—2008).

## Біографія
Народився 9 травня 1971 року в Києві.
З 2000 по 2000 рр. — в.о. Постійного повноважного Представника України при координаційних інститутах СНД.
З 28.11.2003 по 28.07.2008 рр. — Постійний повноважний Представник України при координаційних інститутах СНД.
У 2011—2013 рр. — Заступник начальника відділу Департаменту зовнішньоекономічних зв'язків та двосторонніх комісій
Секретаріату Кабінету Міністрів України. Член делегації Уряду України для участі у переговорах у рамках Співдружності Незалежних Держав щодо підготовки проекту Угоди про вільну торгівлю послугами.
У 2013—2014 рр. — завідувач відділом з питань імплементації Договору про зону вільної торгівлі‚ багатостороннього співробітництва із державами — учасницями СНД‚ Митного союзу та Єдиного економічного простору Департаменту зовнішньоекономічних зв'язків та двосторонніх комісій Секретаріату Кабінету Міністрів України.
Державний службовець 4 рангу (2013)